# Славсько (станція)
Сла́всько — проміжна залізнична станція Львівської дирекції Львівської залізниці на електрифікованій лінії Стрий — Батьово між станціями Тухля (10 км) та Лавочне (8 км). Розташована в селищі Славсько Стрийського району Львівської області.

## Історія
Станція відкрита 1887 року в складі дільниці Сколе — Лавочне, як частини залізниці Стрий — Мукачево. 4 квітня 1887 року цією лінією пройшов перший поїзд.
1961 року станція електрифікована постійним струмом (=3 кВ) в складі дільниці Стрий — Лавочне.

## Пасажирське сполучення
На станції Славсько зупиняються поїзди приміського, регіонального та далекого сполучення.
З 11 грудня 2016 року, через день, призначений швидкий поїзд «Сковорода-Експрес» категорії «нічний експрес» сполученням Харків — Ужгород, маршрут руху якого пролягає через Полтаву, Миргород, Київ, Львів (поїзд практично за одну ніч перетинає всю країну).
15 грудня 2020 року вперше призначений швидкісний поїзд категорії «Інтерсіті+» сполученням Київ — Славське та у зворотному напрямку. Назву отримав «Лижний експрес», оскільки призначений для забезпечення потреб туристів у період зимового відпочинку в Карпатах. Славське — єдине в Україні селище, яке зазвичай взимку має залізничне сполучення зі столицею швидкісним поїздом. Цей поїзд мав працювати лише взимку, проте 18 березня 2021 року «Укрзалізниця» ухвалила рішення про продовження цього маршруту на травневі свята та літній період. Відтоді цей маршрут отримав назву «Бойківський експрес». Швидкісний поїзд «Інтерсіті+» так само курсував щоденно, на маршруті руху здійснюючи 5 проміжних зупинок на маршруті руху. 
Основним пасажиропотоком станції є туристи, які відпочивають у Карпатах.

## Галерея

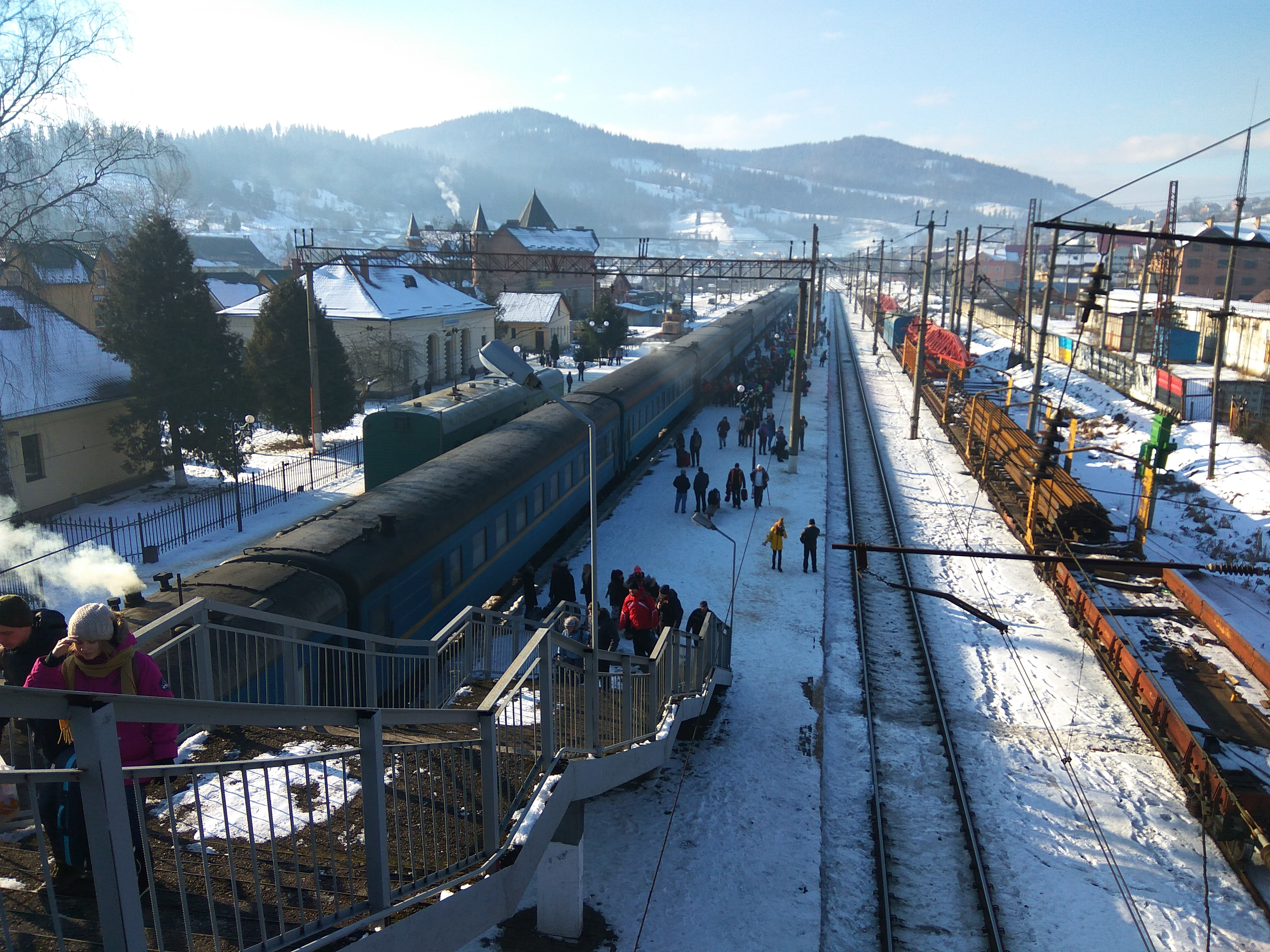
Краєвид станції з пішохідного мосту
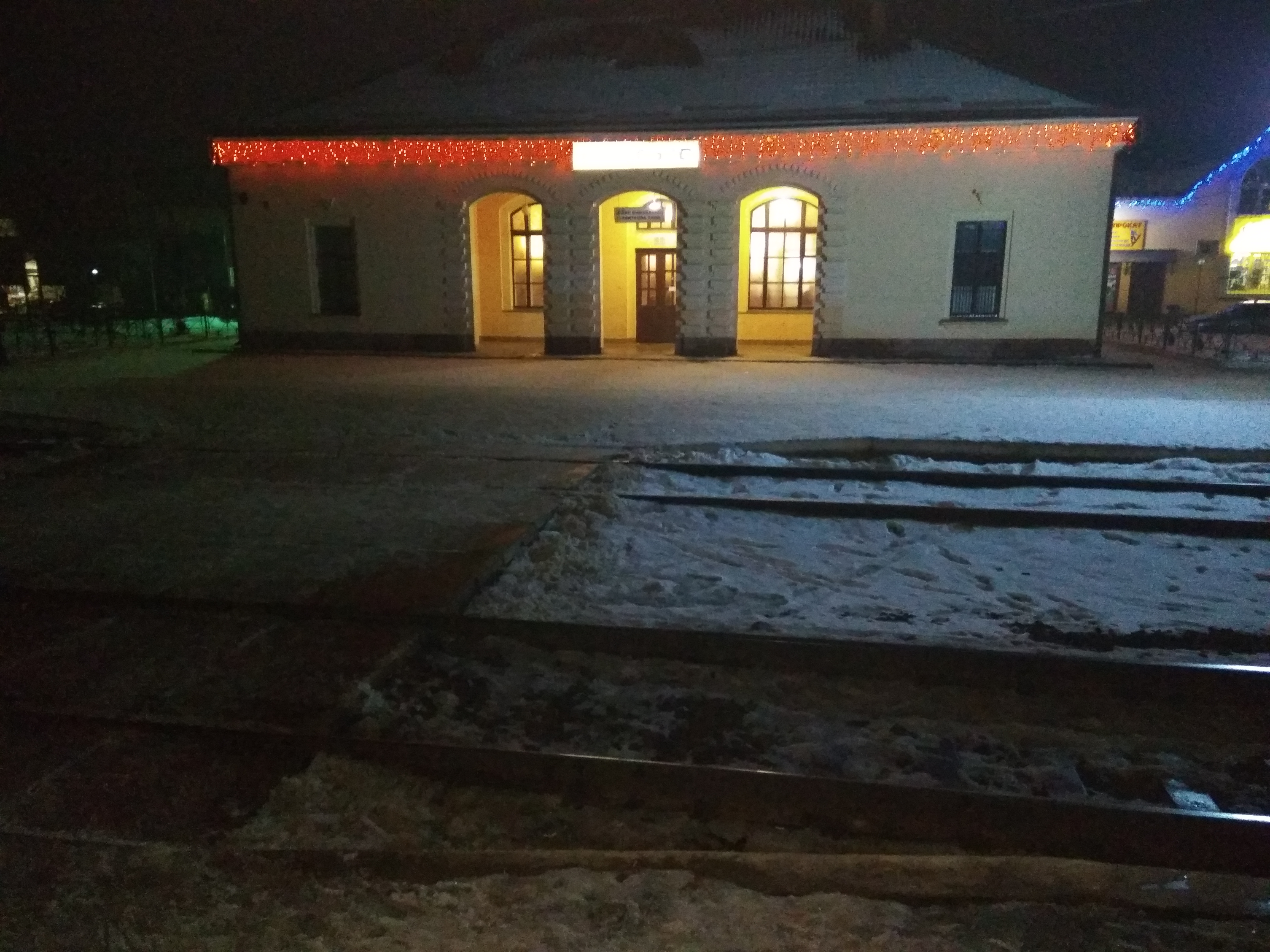
Вокзал
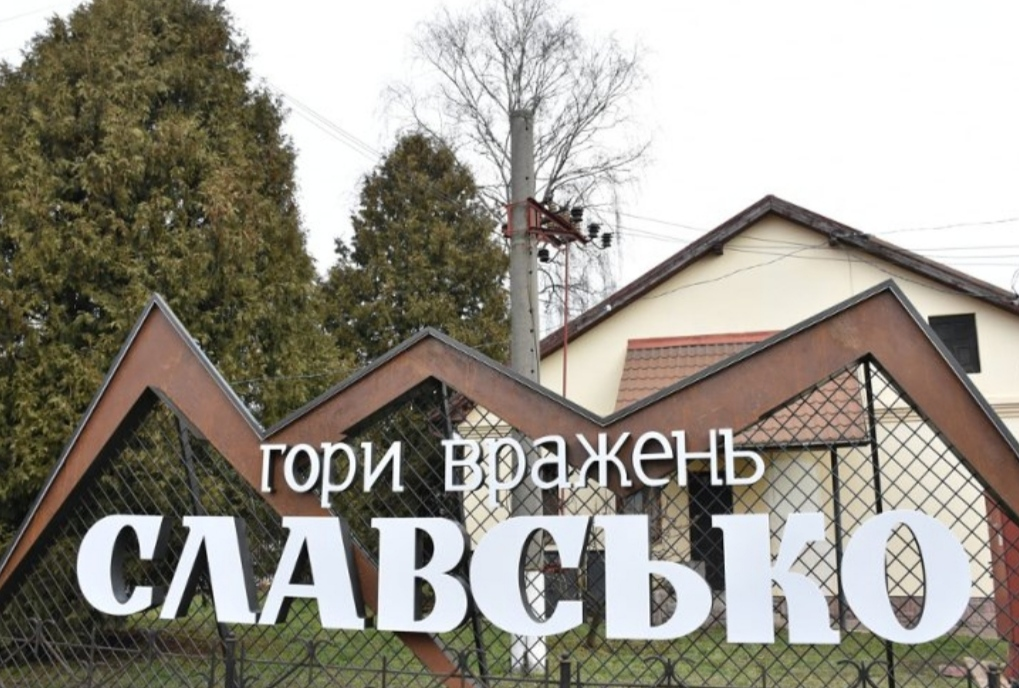
Інсталяція біля вокзалу